# Mario Lanzi
Mario Lanzi, född 10 oktober 1914 i Castelletto sopra Ticino i provinsen Novara, död 21 februari 1980 i Schio i provinsen Vicenza, var en italiensk friidrottare.
Lanzi blev olympisk silvermedaljör på 800 meter vid sommarspelen 1936 i Berlin.